# Armando Medina
Armando Menéndez Medina (Gijón, 30 de septiembre de 1932-14 de julio de 2025) fue un futbolista español que jugaba de centrocampista.

## Trayectoria
Jugó durante quince años en el Real Gijón y participó en 365 partidos en los que marcó veinte goles. Tras su retirada, fundó y fue el primer presidente de la Asociación de Veteranos del Real Sporting de Gijón.

## Clubes
| Club       | País   | Año       |
| ---------- | ------ | --------- |
| Real Gijón | España | 1951-1966 |